# Pararchytas decisus
Pararchytas decisus är en tvåvingeart som först beskrevs av Walker 1849.  Pararchytas decisus ingår i släktet Pararchytas och familjen parasitflugor. Inga underarter finns listade i Catalogue of Life.